# أندي باندو
أندي باندو (بالإسبانية: Andy Pando)‏ هو لاعب كرة قدم بيروفي في مركز الهجوم، ولد في 28 يوليو 1983 في ليما في بيرو. لعب مع أليانزا ليما ونادي سبورتينغ كريستال ونادي لاس بالماس.

## وصلات خارجية
- الموقع الرسمي
- أندي باندو على موقع قاعدة بيانات كرة القدم.إي يو (الإنجليزية)
- أندي باندو على موقع Soccerway.com (الإنجليزية)
- أندي باندو على موقع AS.com (الإسبانية)